# Urs Fueglistaller

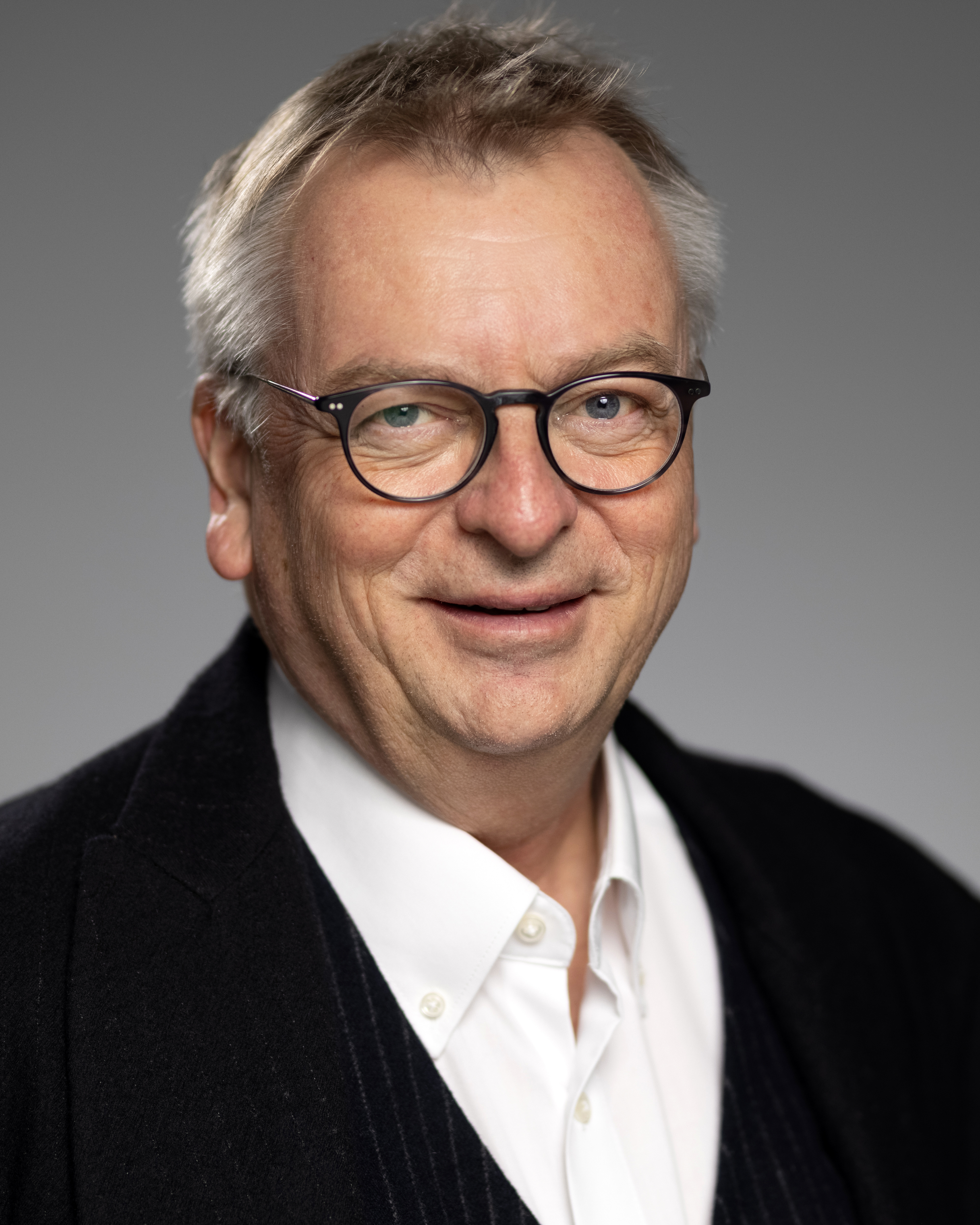
Urs Fueglistaller (2021)

Urs Fueglistaller (* 29. April 1961) ist ein Schweizer Wirtschaftswissenschaftler und  Ordinarius für Unternehmensführung mit besonderer Berücksichtigung der kleinen dynamischen Unternehmungen an der Universität St. Gallen. Vom 1. Februar 2021 bis 31. Januar 2024 war er für das Prorektorat Institute & Weiterbildung der Universität St. Gallen verantwortlich.

## Leben
Nach dem Matura an der Kantonsschule Trogen studierte Urs Fueglistaller bis 1987 an der Hochschule St. Gallen Betriebswirtschaftslehre, hatte an der TU Cottbus promoviert und wurde 2002 zum Extraordinarius der Universität St. Gallen und zum geschäftsführenden Direktor des Schweizerischen Instituts für Klein- und Mittelunternehmen (KMU-HSG) an der Universität St. Gallen gewählt, seit 2011 ist er Ordinarius und seit 2012 Direktor am KMU-HSG. Letzteres leitet er gemeinsam mit Thomas Zellweger und Isabella Hatak.
Zusammen mit Isabella Hatak und Thomas Zellweger leitet Fueglistaller die alle zwei Jahre stattfindenden, 1948 gegründete Forscherkonferenz «Rencontres de St-Gall». Er gehört zu den Gründern des Schweizer KMU-Tags, der seit 2003 jedes Jahr (mit Ausnahme 2020) in St. Gallen stattfindet und weit über 1000 KMU-Führungskräfte versammelt.
Seine Forschungsschwerpunkte sind Struktur und Entwicklung von Klein- und Mittelunternehmen (KMU), sowie Dienstleistungsmanagement in KMU und Entrepreneurship.

## Publikationen (Auswahl)
- Aufbau, Einsatzspektrum und Implementierung von Informations- und Kommunikationskonzepten als Führungsinstrumente in Klein- und Mittelunternehmen der neuen deutschen Bundesländer. Dissertation, TU Cottbus, 1993.
- KMU und ihre Dienstleistungen. Fünf Bände. KMU Verlag HSG, 1999 bis 2000.
- Tertiarisierung und Dienstleistungskompetenz in schweizerischen Klein- und Mittelunternehmen (KMU): Konzeptionale Näherung und empirische Fakten. Habilitationsschrift. KMU Verlag HSG, 2001.
- (Hrsg.) Konferenzbeiträge zu den «Rencontres de St-Gall», alle zwei Jahre, KMU Verlag HSG, 2002 ff.
- (zusammen mit Urs Frey und Frank Halter) Strategisches Management für KMU: Eine praxisorientierte Anleitung. KMU Verlag HSG, 2003.
- (zusammen mit Christoph Müller und Thierry Volery) Entrepreneurship. Modelle – Umsetzung – Perspektiven. Gabler, 2004.
- Charakteristik und Entwicklung von Klein- und Mittelunternehmen (KMU). KMU Verlag HSG, 2004.
- KMU – innovativ und traditionell zugleich. Ein unternehmerischer Ansatz. KMU Verlag HSG, 2006.
- Dienstleistungskompetenz: Strategische Differenzierung durch konsequente Kundenorientierung. KMU Verlag HSG, 2008.
- (zusammen mit Roger Tinner und Walter Weber) Fit für den KMU-Alltag – 7x3 Fragen und Antworten zur erfolgreichen Unternehmensführung. KMU Verlag HSG, 2012.
- (zusammen mit Frank Halter, Roger Tinner und Walter Weber) Fit für die KMU-Nachfolge, 7x3 Fragen und Antworten zur erfolgreichen Nachfolge in KMU. KMU Verlag HSG, 2013.
- (zusammen mit Frank Halter, und Alexander Fust) Reader KMU-Führungskompetenz – Unternehmerisches Agieren und Gestalten in Bewegung. KMU Verlag HSG, 2. Auflage 2013.
- (zusammen mit Christian Belz, Roger Tinner und Walter Weber) Fit für die KMU-Kunden – 7x3 Fragen und Antworten zum erfolgreichen Marketing in KMU. KMU Verlag HSG, 2014.
- (zusammen mit Alois Camenzind) Strategisches Denken in KMU und die Lehren von Clausewitz. NZZ Verlag, 2014.
- (zusammen mit Roger Tinner und Walter Weber) Fit für KMU-Mitarbeitende, 7x3 Fragen und Antworten zur erfolgreichen Personalführung in KMU. KMU Verlag HSG, 2015.
- (zusammen mit Roger Tinner, Walter Weber und Tobias Wolf) Fit für die KMU-Erneuerung, 7x3 Fragen und Antworten zur erfolgreichen Zukunftsgestaltung in KMU. KMU Verlag HSG, 2016.
- (zusammen mit Alexander Fust, Roger Tinner, Walter Weber und Tobias Wolf) Fit für die Selbstführung in KMU, 7x3 Fragen und Antworten zum wirksamen Selbstmanagement in KMU. KMU Verlag HSG, 2017.
- (zusammen mit Frank Halter und Alexander Fust) KMU-Führungskompetenz – Ein Rahmenkonzept für das Führen und Reflektieren im unternehmerischen Alltag. KMU Verlag HSG, 2018.
- (zusammen mit Roger Tinner, Walter Weber und Tobias Wolf) Fit für den Startup-Spirit in KMU. 7x3 Fragen und Antworten zu Themen, bei denen Startups erfolgreicher sind. KMU Verlag HSG, 2018.[4]
- (zusammen mit Roger Tinner, Walter Weber und Tobias Wolf) Fit für Gerechtigkeit in KMU, 7x3 Fragen und Antworten zu Fairness und Wahrnehmung von Gerechtigkeit in KMU. KMU Verlag HSG, 2019.[5]
- KMU und konsequente Kundenorientierung – Wirkungskompetenz gegenüber Kunden im Kontext der Führungskompetenz. KMU Verlag HSG, 2019.[6]
- (zusammen mit Alexander Fust, Christoph Müller, Susan Müller, Thomas Zellweger) Entrepreneurship. Modelle – Umsetzung – Perspektiven. Mit Fallbeispielen aus Deutschland, Österreich und der Schweiz. Springer Gabler, 2019.[7]
- KMU und Ästhetik –  Grundpfeiler konsequenter Kundenorientierung. KMU Verlag HSG, 2021.[8]
- (zusammen mit Roger Tinner, Walter Weber und Tobias Wolf) Fit für das New Normal in KMU, 7x3 Fragen und Antworten zu dem, was (vielleicht) kommt, und dem, was bleibt. KMU Verlag HSG, 2021.[9]
- (zusammen mit Roger Tinner, Fabian Unteregger, Walter Weber und Tobias Wolf) Fit für die Superpower in KMU, 7x3 Fragen und Antworten zum Umgang mit Hypes und anderen Fürzen in Klein- und Mittelunternehmen. KMU Verlag HSG, 2023.[10]